# 青春群青色の夏
『青春群青色の夏』（せいしゅんぐんじょういろのなつ）は、2015年9月5日公開の日本映画。

## 概要
2015年公開のホラー映画『アイズ』の脚本を担当した、田中佑和の初長編監督作品。キャッチコピーは、「全員無名、完全無冠」。俳優として、『くそガキの告白』の監督・鈴木太一、『デメキング』の監督・寺内康太郎、『ある優しき殺人者の記録』の監督・白石晃士が出演する。
2015年9月5日よりテアトル新宿にて、1週間限定のレイトショーで公開された。同年10月24日より大阪市淀川区十三・シアターセブンにて公開、12月7日より東京都世田谷区・下高井戸シネマにて公開、2016年2月20日より神奈川県横浜・シネマノヴェチェントにて公開。シネマノヴェチェントでは、2016年4月16日に一押しの青春映画と評して『青春群青色の夏　オールナイト！』を開催。本編の上映のほか、オールナイトイベントのために未公開シーンを加えて編集された『青春群青色の夏　ロングヴァージョン』の上映や、出演者である生沼勇が監督を務めたスピンオフ作品の上映もされた。また、2016年6月より月2回の定期上映も決定した。
劇場以外の公開では、函館港イルミナシオン映画祭にて上映され、2016年8月には湖畔の映画祭にて上映された。
2016年8月31日に販売開始されたDVD発売記念として、2016年11月10日にテアトル新宿にて、1日限定のレイトショー上映された。

## ストーリー
東京都世田谷区に住む高校3年生の秋山耕介。夏休みに家出をした小学校時代の同級生・夏木真太郎が、耕介の親が田舎に帰省しているのをいいことに耕介の部屋に転がり込む。性格も正反対で、大して仲が良かったわけでもない二人。だが、部屋には真太郎の友人たちが増えていき、穏やかなはずの耕介の高校生活最後の夏休みは、すっかりかき乱されていく。

## キャスト
- 夏木真太郎 - 金田侑生[9][10][11]
- 秋山耕介 - 遠藤耕介[9][10][11]
- ヒロト - 生沼勇[9][10][11]
- ゴロー - 上川雄介[9][10][11]
- ゴローの彼女 - 中村唯[9][10][11]
- 山川隆 - 山田篤史[9][10][11]
- ハルカ - 湯原彩香[9][10][11]
- 秋山久絵 - 睡蓮みどり[9][10][11]
- 高崎二郎[11]
- 屋根三郎[11]
- 川連廣明[11]
- 鈴木太一[10][11]
- 寺内康太郎[10][11]
- 白石晃士[10][11]
- 小河貴資[11]
- 松田祥一[11]
- 土谷恵一[11]
- 原元太仁[11]
- 網川凛[11]
- 松下恵子[11]
- 一ノ瀬ワタル[11]

## スタッフ
- 監督・脚本 - 田中佑和[12][13][14]
- プロデューサー - 村上忍[14]
- ラインプロデューサー - 中川究矢[12][13][14]
- 撮影監督 - 福田陽平[12][13][14]
- 美術 - 田中佑佳[12][13][14]
- 音楽 - 34423[12][13][14]
- 録音 - 宋晋瑞・田辺正晴[14]
- 整音 - 國分玲[14]
- 照明 - 上村奈帆[14]
- 編集 - 宮崎歩[14]
- スタイリスト - 鈴木里菜[14]
- ヘアメイク - 杉山瀬梨[14]
- 劇中歌 - 木村昇祐・濱端誠・Sure A[14]

## 上映
- テアトル新宿
  - レイトショー上映（2015年9月5日-9月11日）
  - DVD発売記念!1日限定レイトショー上映（2016年11月10日）[8]
- シアターセブン（2015年10月24日-10月30日）[1]
- 下高井戸シネマ（2015年12月7日-12月12日）
- 函館港イルミナシオン映画祭（2015年12月5日、函館山山頂クレモナホール）[6]
- シネマノヴェチェント
  - レイトショー上映（2016年2月20日-2月26日）[3]
  - 『青春群青色の夏　オールナイト！』（2016年4月16日）[4]
  - 月2回定期上映（2016年6月4日-）[5]
- 湖畔の映画祭（2016年8月5日-8月7日）[7]

## DVD
2016年8月31日発売。
本編のほか、特典映像としてショートムービーを収録。
収録作品　-　「青春群青色の夏」「青春群青色の休日」 「青春群青色の夏、一年後の春」 「青春群青色の夏、二年後の春」 「青春群青色の夏、その二年後の夏」 
- 販売元 - SDP